# سارا فلک
سارا فلک (انگلیسی: Sarah Flack) تدوین‌گر اهل ایالات متحده آمریکا است.
وی همچنین برندهٔ جوایزی همچون جایزه امی ساعات پربیننده و بفتا شده‌است.

## فیلم‌شناسی
- کافکا (۱۹۹۱) (production assistant)
- Swing Kids (۱۹۹۳) (کارآموز تدوین)
- زیبای سیاه (۱۹۹۴) (دستیار تدوین)
- مسئولیت انسان سفید (۱۹۹۵) (دستیار تدوین)
- رومئو + ژولیت (۱۹۹۶) (دستیار دوم تدوین)
- Schizopolis (۱۹۹۶) (تدوین‌گر، در عنوان‌بندی نیامده)
- The Limey (۱۹۹۹) (تدوین‌گر)
- Lush (۱۹۹۹) (تدوین‌گر)
- کتاب سایه‌ها: جادوگر بلر ۲ (۲۰۰۰) (تدوین‌گر)
- Full Frontal (۲۰۰۲) (تدوین‌گر)
- Swimfan (۲۰۰۲) (تدوین‌گر)
- The Guys (۲۰۰۲) (تدوین‌گر)
- ازدست‌رفته در ترجمه (۲۰۰۳) (تدوین‌گر)
- نوامبر (۲۰۰۴) (additional editor)
- Looking for Kitty (۲۰۰۴) (تدوین‌گر)
- The Baxter (۲۰۰۵) (تدوین‌گر)
- Dave Chappelle's Block Party (۲۰۰۵) (co-editor)
- ماری آنتوانت (۲۰۰۶) (تدوین‌گر)
- دن در زندگی واقعی (۲۰۰۷) (تدوین‌گر)
- جایی که می‌رویم (۲۰۰۹) (تدوین‌گر)
- یک جایی (۲۰۱۰) (تدوین‌گر)
- Cinema Verite (۲۰۱۱) (تدوین‌گر)
- A Very Murray Christmas (۲۰۱۵) (تدوین‌گر)
- فریب‌خورده (۲۰۱۷) (تدوین‌گر)